# 佩尼耶
佩尼耶（法語：Peynier，法語發音：[penje]）是法国罗讷河口省的一个市镇，属于普罗旺斯地区艾克斯区。

## 地理
佩尼耶（43°26'49"N, 5°38'29"E）面积24.76 平方千米，位于法国普罗旺斯-阿尔卑斯-蓝色海岸大区罗讷河口省，该省份为法国东南部沿海省份，北起沃克吕兹省，西接加尔省，南濒地中海，东临瓦尔省。
与佩尼耶接壤的市镇（或旧市镇、城区）包括：贝尔科代讷、拉布亚迪斯、菲沃、鲁塞、特雷茨。

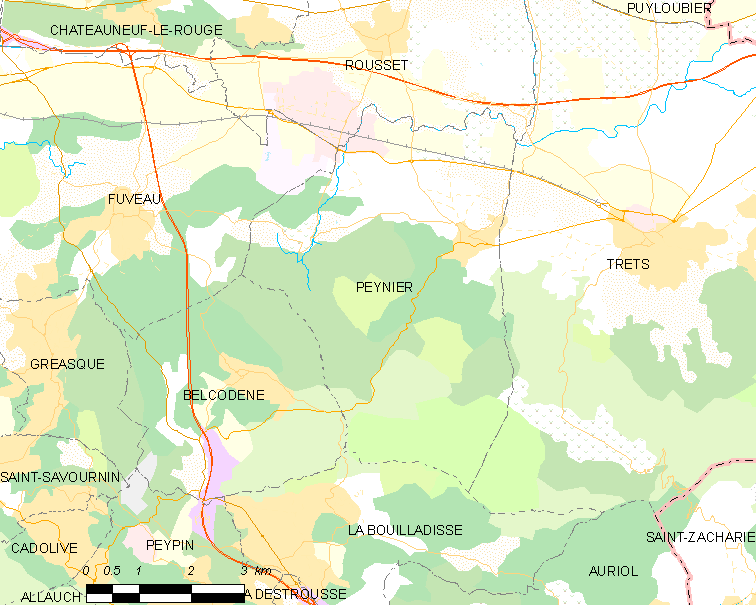
佩尼耶的OSM定位图

佩尼耶的时区为UTC+01:00、UTC+02:00（夏令时）。

## 行政
佩尼耶的邮政编码为13790，INSEE市镇编码为13072。

## 政治
佩尼耶所属的省级选区为特雷茨县。

## 人口

1962-2008年间佩尼耶人口变化图示

佩尼耶于2022年1月1日时的人口数量为3692人。